# خوسيه ميدرانو
خوسيه ميدرانو (بالإسبانية: José Luis Medrano)‏ هو لاعب كرة قدم بوليفي في مركز الوسط، ولد في 2 نوفمبر 1962 في سانتا كروز دي لا سييرا في بوليفيا. شارك مع منتخب بوليفيا لكرة القدم. أما مع النوادي، فقد لعب مع نادي ريال سانتا كروز.

## وصلات خارجية
- خوسيه ميدرانو على موقع ناشيونال فوتبول تيمز (الإنجليزية)
- خوسيه ميدرانو على موقع عالم كرة القدم.نت (الإنجليزية)